# Santa Leocádia e Mesquinhata
Santa Leocádia e Mesquinhata (oficialmente: União das Freguesias de Baião (Santa Leocádia) e Mesquinhata) é uma freguesia portuguesa do município de Baião, com 7,76 km² de área e 731 habitantes (censo de 2021). A sua densidade populacional é 94,2 hab./km².

## História
Foi constituída em 2013, no âmbito de uma reforma administrativa nacional, pela agregação das antigas freguesias de Santa Leocádia e Mesquinhata e tem sede em Santa Leocádia.

## Demografia
A população registada nos censos foi:
| Distribuição da População por Grupos Etários | Distribuição da População por Grupos Etários | Distribuição da População por Grupos Etários | Distribuição da População por Grupos Etários | Distribuição da População por Grupos Etários | Distribuição da População por Grupos Etários |
| -------------------------------------------- | -------------------------------------------- | -------------------------------------------- | -------------------------------------------- | -------------------------------------------- | -------------------------------------------- |
| Antes da agregação                           |                                              |                                              |                                              |                                              |                                              |
| Ano                                          | 0-14 anos                                    | 15-24 anos                                   | 25-64 anos                                   | >= 65 anos                                   | Total                                        |
| 2001                                         | 215                                          | 160                                          | 495                                          | 179                                          | 1049                                         |
| 2011                                         | 117                                          | 133                                          | 446                                          | 159                                          | 855                                          |
| Após a agregação                             |                                              |                                              |                                              |                                              |                                              |
| Ano                                          | 0-14 anos                                    | 15-24 anos                                   | 25-64 anos                                   | >= 65 anos                                   | Total                                        |
| 2021                                         | 91                                           | 75                                           | 394                                          | 171                                          | 731                                          |